# محمد شیخ
دکتر محمد احیاءالملک (۱۲۴۷ - ۱۳۱۷ تهران) که نام خانوادگی شیخ برگزید، پزشک سلطنتی دوران قاجار و نماینده مجلس شورای ملی در دوره پهلوی بود. 
فرزند میرزا علی‌نقی خان صنیع‌الملک بود. در دارالفنون در رشته طب تحصیل کرد. چند سالی نیز در اروپا به کسب دانش و تجربه پرداخت. تخصصش در کحالی (چشم پزشکی) بود. خیلی زود در تهران شهرت یافت و پزشک مخصوص ناصرالدین شاه قاجار شد. هنگام تیر خوردن ناصرالدین شاه در آرامگاه حضرت عبدالعظیم حضور داشت. پس از مرگ ناصرالدین شاه، پزشک مخصوص میرزا علی‌اصغر خان امین‌السلطان صدراعظم و پس از او پزشک مخصوص سردار اسعد بختیاری شد و همه جا با او بود. 
در دوران پادشاهی رضا شاه پهلوی دکتر شیخ در سال ۱۳۰۹ خورشیدی به نمایندگی سیرجان به مجلس شورای ملی رفت. هنگام گشایش این دوره (هشتم) سالخورده‌ترین نماینده بود و به عنوان رئیس سنی مجلس را افتتاح کرد. در دوره بعدی (نهم) از لار نماینده شد اما چون انتخابات این حوزه در اسفند ۱۳۱۱ و دیرتر از بقیه کشور برگزار شد، هنگام افتتاح مجلس حضور نداشت تا به عنوان سالخورده‌ترین نماینده، رئیس سنی شود. 
با تدوین و تصویب نخستین برنامه توسعه هفت ساله ایران و تأسیس سازمان برنامه، دکتر شیخ به انتخاب مجلس در هفتم اردیبهشت ۱۳۲۹ به عضویت هیئت نظارت بر این سازمان انتخاب شد.
از دکتر شیخ به عنوان پزشکی قانع و به دور از مال‌اندوزی و جاه‌طلبی یاد کرده‌اند که دنبال پست و مقام نمی‌رفت، روزانه در مطب خود بیماران را می‌پذیرفت و مطلقاً از کسی حق‌العلاج نمی‌گرفت. او در مدرسه طب دارالفنون، تشریح (کالبدشناسی) درس می‌داد. 